# 양지 (신라)
양지(良志, ?~?)는 신라의 승려이자, 조각가이다.

## 생애
《삼국유사》는 양지에 대해서 다음과 같이 말하고 있다.
“여러 가지 기예에 통달하여 신묘함이 비길 데 없었다. 또 필찰을 잘하여 영묘사의 장륙삼존(丈六三尊)과 천왕상과 기와와 천왕사탑(天王寺塔) 및 팔부신장(八部神將)과 법립사의 주불삼존과 좌우금강신 등이 모두 그가 만든 것이다. 영묘사와 법림사의 편액을 썼으며, 또 일찍이 벽돌을 조각하여 작은 탑 하나를 만들고 아울러 불상 3천을 만들어 그 탑을 절 안에 모셔두고 예했다. 그가 영묘사의 장륙상을 만들 때 입정(入定)하여 삼매에서 뵌 부처를 모형으로 삼았는데 온 성안의 남자와 여자들이 진흙을 다투어 운반했다.”
여기에서 보다시피 그는 모든 기예에 능통하였고 명필가이기도 하였지만, 무엇보다도 조각가로서 가장 저명하였다. 그가 가장 즐겨하던 기법은 흙으로 빚어 만드는 소조(塑造)였다. 그가 만든 불상들은 어느 것이나 소상(塑像)들이었던 점은 그의 작품에서도 잘 알 수 있다. 단독 작품으로 그의 것이 남아 있지는 않으나 무엇보다도 확실한 작품은 그가 살았던 석장사에서 출토된 불상전(佛像塼)과 팔부신장이다. 이들은 삼천불(三千佛)이 조각된 전탑(塼塔)의 일부임에 틀림없는 것 같고 그 양식도 바로 통일을 전후한 시대의 것이다. 또 하나는 사천왕사(四天王寺)에서 출토된 신장(神將)들인데, 이것은 천왕사탑 밑의 팔부신장을 그가 만들었다는 기록으로 미루어 그의 작품으로 보는 것이 가장 타당한 것이다. 사천왕사의 신장상들은 흔히 사천왕상(四天王像)으로 알고 있지만 《삼국유사》에 적힌 대로 팔부신장으로 보는 것이 가장 타당하다. 현재로서는 그의 작품으로 확실한 것은 이들밖에 알 수 없지만 이것만 가지고도 그의 작품기법과 양식을 충분히 알 수 있다. 그는 정묘하고 치밀한 수법을 마음대로 구사하고 있으며, 특히 근육표면 같은 것은 완벽할 정도로 묘사하여 생생하게 살아 움직이는 듯한 인상을 주고 있다. 이러한 그의 신기(神技)를 흠모한 장안의 선남선녀들이 다투어 흙을 나르려고 했던 이유를 짐작할 만하다. 과연 그는 고대의 예술가 중에서 가장 뛰어난 천재의 한 사람이었고, 따라서 그가 한국 문화사에 끼친 업적은 절대무비한 것이다.